# Operation Wolf
Operation Wolf (Japans: オペレーション・ウルフ, Romaji: Operēshon urufu) is een computerspel dat werd ontwikkeld en uitgegeven door Taito Corporation. Het spel kwam in 1987 uit als arcadespel. Hierna volgde versies voor de meeste populaire homecomputers uit die tijd uitgegeven door Ocean Software. 
Het is een 2D-shooter waarbij je alleen een cursor in beeld ziet waarmee verschillende tegenstanders en objecten die in beeld verschijnen gedood of geraakt moeten worden. Het perspectief wordt getoond in de eerste persoon. De bedoeling van het computerspel is om vijf gijzelaars te redden die in een concentratiekamp vastzitten. Het spel kent zes levels: waaronder een jungle, een dorp, een munitie-opslag, het concentratiekamp en uiteindelijk een vliegveld met de gijzelaars te ontsnappen. De speler moet in alle levels alle soldaten, tanks, jeeps, helikopters en boten uitschakelen. 
Het spel werd opgevolgd door:
- Operation Thunderbolt (1988)
- Operation Wolf 3 (1994)
- Operation Tiger (1998)

## Platforms
| Jaar | Platform                                                     |
| ---- | ------------------------------------------------------------ |
| 1987 | Arcade                                                       |
| 1988 | Amiga, Amstrad CPC, Atari ST, Commodore 64, MSX, ZX Spectrum |
| 1989 | DOS, NES                                                     |
| 1990 | FM Towns, SEGA Master System, TurboGrafx-16                  |
| 2008 | Wii Virtual Console                                          |

Het spel maakt onderdeel uit van Taito Legends dat in 2005 uitkwam voor de Xbox, PlayStation 2 en Microsoft Windows.

## Ontvangst
| Beoordeeld door                | Platform            | Jaar | Score |
| ------------------------------ | ------------------- | ---- | ----- |
| Génération 4                   | Amiga               | 1988 | 93%   |
| Computer and Video Games (CVG) | Atari ST            | 1988 | 91%   |
| Zzap!                          | Commodore 64        | 1989 | 91%   |
| HonestGamers                   | Arcade              | 2005 | 90%   |
| Computer and Video Games (CVG) | SEGA Master System  | 1990 | 90%   |
| The Games Machine (GB)         | Amstrad CPC         | 1988 | 89%   |
| The Games Machine (GB)         | ZX Spectrum         | 1988 | 87%   |
| Zero                           | TurboGrafx-16       | 1990 | 86%   |
| Commodore User                 | Amiga               | 1989 | 84%   |
| Amiga User International       | Amiga               | 1989 | 80%   |
| Commodore Force                | Commodore 64        | 1993 | 80%   |
| The Video Game Critic          | NES                 | 2002 | 50%   |
| IGN                            | Wii Virtual Console | 2008 | 20%   |

## Trivia
- Het spel is opgenomen in het boek 1001 Video Games You Must Play Before You Die van Tony Mott.